# Arquidiócesis de Adelaida
La arquidiócesis de Adelaida (en latín: Archidioecesis Adelaidensis y en inglés: Roman Catholic Archdiocese of Adelaide) es una circunscripción eclesiástica de la Iglesia católica en Australia. Se trata de una arquidiócesis latina, sede metropolitana de la provincia eclesiástica de Adelaida. Desde el 19 de marzo de 2020 su arzobispo es Patrick Michael O'Regan.

## Territorio y organización
La arquidiócesis tiene 105 000 km² y extiende su jurisdicción sobre los fieles católicos de rito latino residentes en la parte sudoriental del estado de Australia Meridional. 
La sede de la arquidiócesis se encuentra en la ciudad de Adelaida, en donde se halla la Catedral de San Francisco Javier.
La arquidiócesis tiene como sufragáneas a las diócesis de Darwin y Port Pirie.
En 2022 en la arquidiócesis existían 57 parroquias.

## Historia
El vicariato apostólico de Adelaida fue erigido el 5 de abril de 1842 mediante el breve Ex debito del papa Gregorio XVI, obteniendo el territorio del vicariato apostólico de Nueva Holanda y la Tierra de Van Diemen (hoy arquidiócesis de Sídney).
El 22 de abril de 1842 el vicariato apostólico fue elevado a diócesis, pasando a formar parte de la nueva provincia eclesiástica de la arquidiócesis de Sídney.
El 4 de mayo de 1845 mediante el breve Universo dominico del papa Gregorio XVI cedió una parte de su territorio para la erección del vicariato apostólico de King George Sounde-The Sound, que fue suprimido en 1847, incorporando parte de su territorio a la diócesis de Adelaida.
El 31 de marzo de 1874 se convirtió en sufragánea de la arquidiócesis de Melbourne.
El 10 de mayo de 1887 cedió otra porción de su territorio para la erección de la diócesis de Port Augusta (hoy diócesis de Port Pirie) y al mismo tiempo fue elevada al rango de arquidiócesis metropolitana mediante el breve Ex officio supremi del papa León XIII.

## Estadísticas
Según el Anuario Pontificio 2023 la arquidiócesis tenía a fines de 2022 un total de 292 041 fieles bautizados.
| Año                                                                             | Población            | Población | Población      | Sacerdotes | Sacerdotes    | Sacerdotes    | Bautizados por sacerdote | Diáconos permanentes | Religiosos | Religiosos | Parroquias |
| Año                                                                             | Bautizados católicos | Total     | % de católicos | Total      | Clero secular | Clero regular | Bautizados por sacerdote | Diáconos permanentes | Varones    | Mujeres    | Parroquias |
| ------------------------------------------------------------------------------- | -------------------- | --------- | -------------- | ---------- | ------------- | ------------- | ------------------------ | -------------------- | ---------- | ---------- | ---------- |
| 1950                                                                            | 55 000               | 550 000   | 10.0           | 104        | 67            | 37            | 528                      |                      | 90         | 579        | 43         |
| 1959                                                                            | 120 000              | 750 000   | 16.0           | 172        | 95            | 77            | 697                      |                      | 146        | 681        | 65         |
| 1966                                                                            | 158 500              | 838 000   | 18.9           | 189        | 93            | 96            | 838                      |                      | 180        | 722        | 73         |
| 1970                                                                            | 193 137              | 942 288   | 20.5           | 205        | 97            | 108           | 942                      |                      | 199        | 678        | 74         |
| 1980                                                                            | 219 000              | 1 079 000 | 20.3           | 213        | 103           | 110           | 1028                     |                      | 193        | 595        | 76         |
| 1990                                                                            | 248 000              | 1 210 000 | 20.5           | 192        | 100           | 92            | 1291                     | 1                    | 148        | 460        | 77         |
| 1999                                                                            | 266 927              | 1 254 751 | 21.3           | 177        | 91            | 86            | 1508                     | 3                    | 147        | 382        | 77         |
| 2000                                                                            | 266 927              | 1 254 927 | 21.3           | 174        | 91            | 83            | 1534                     | 3                    | 147        | 382        | 56         |
| 2001                                                                            | 266 927              | 1 497 634 | 17.8           | 177        | 92            | 85            | 1508                     | 3                    | 146        | 382        | 76         |
| 2002                                                                            | 267 012              | 1 254 437 | 21.3           | 171        | 93            | 78            | 1561                     | 4                    | 121        | 327        | 75         |
| 2003                                                                            | 275 174              | 1 290 786 | 21.3           | 181        | 102           | 79            | 1520                     | 4                    | 121        | 335        | 75         |
| 2004                                                                            | 275 174              | 1 290 786 | 21.3           | 153        | 93            | 60            | 1798                     | 5                    | 103        | 326        | 67         |
| 2006                                                                            | 275 174              | 1 290 786 | 21.3           | 135        | 72            | 63            | 2038                     | 4                    | 123        | 324        | 67         |
| 2012                                                                            | 281 700              | 1 414 000 | 19.9           | 139        | 74            | 65            | 2026                     | 7                    | 105        | 272        | 61         |
| 2015                                                                            | 299 000              | 1 480 000 | 20.2           | 132        | 73            | 59            | 2265                     | 12                   | 102        | 246        | 58         |
| 2018                                                                            | 322 650              | 1 736 000 | 18.6           | 138        | 78            | 60            | 2338                     |                      | 109        | 245        | 57         |
| 2020                                                                            | 278 300              | 1 534 120 | 18.1           | 165        | 92            | 73            | 1687                     | 15                   | 123        | 239        | 56         |
| 2022                                                                            | 292 041              | 1 613 484 | 18.1           | 135        | 74            | 61            | 2163                     | 14                   | 95         | 213        | 57         |
| Fuente: Catholic-Hierarchy, que a su vez toma los datos del Anuario Pontificio. |                      |           |                |            |               |               |                          |                      |            |            |            |

## Episcopologio
- Francis Murphy † (22 de abril de 1842-26 de abril de 1858 falleció)
- Patrick Bonaventure Geoghegan, O.F.M. † (8 de septiembre de 1859-10 de marzo de 1864 nombrado obispo de Goulburn)
  - Sede vacante (1864-1866)
- Laurence Bonaventure Sheil, O.F.M. † (15 de agosto de 1866-1 de marzo de 1872 falleció)
- Christopher Augustine Reynolds † (25 de mayo de 1873-12 de junio de 1893 falleció)
- John O'Reilly † (5 de enero de 1895-6 de julio de 1915 falleció)
- Robert William Spence, O.P. † (6 de julio de 1915-5 de noviembre de 1934 falleció)
- Andrew Killian † (5 de noviembre de 1934 por sucesión-28 de junio de 1939 falleció)
- Matthew Beovich † (11 de diciembre de 1939-1 de mayo de 1971 retirado)
- James William Gleeson † (1 de mayo de 1971 por sucesión-19 de junio de 1985 renunció)
- Leonard Anthony Faulkner † (19 de junio de 1985 por sucesión-3 de diciembre de 2001 retirado)
- Philip Edward Wilson † (3 de diciembre de 2001 por sucesión-30 de julio de 2018 renunció)[nota 1]
- Patrick Michael O'Regan, desde el 19 de marzo de 2020